# تشارلز مارتن (لاعب كرة قدم أمريكية)
تشارلز مارتن (بالإنجليزية: Charles Martin)‏ هو لاعب كرة قدم أمريكية أمريكي، ولد في 31 أغسطس 1959 في كانتون في الولايات المتحدة، وتوفي في 26 يناير 2005 بسبب قصور كلوي.

## وصلات خارجية
- تشارلز مارتن على موقع مرجع كرة القدم المحترفة.كوم (الإنجليزية)